# Drochil Castle

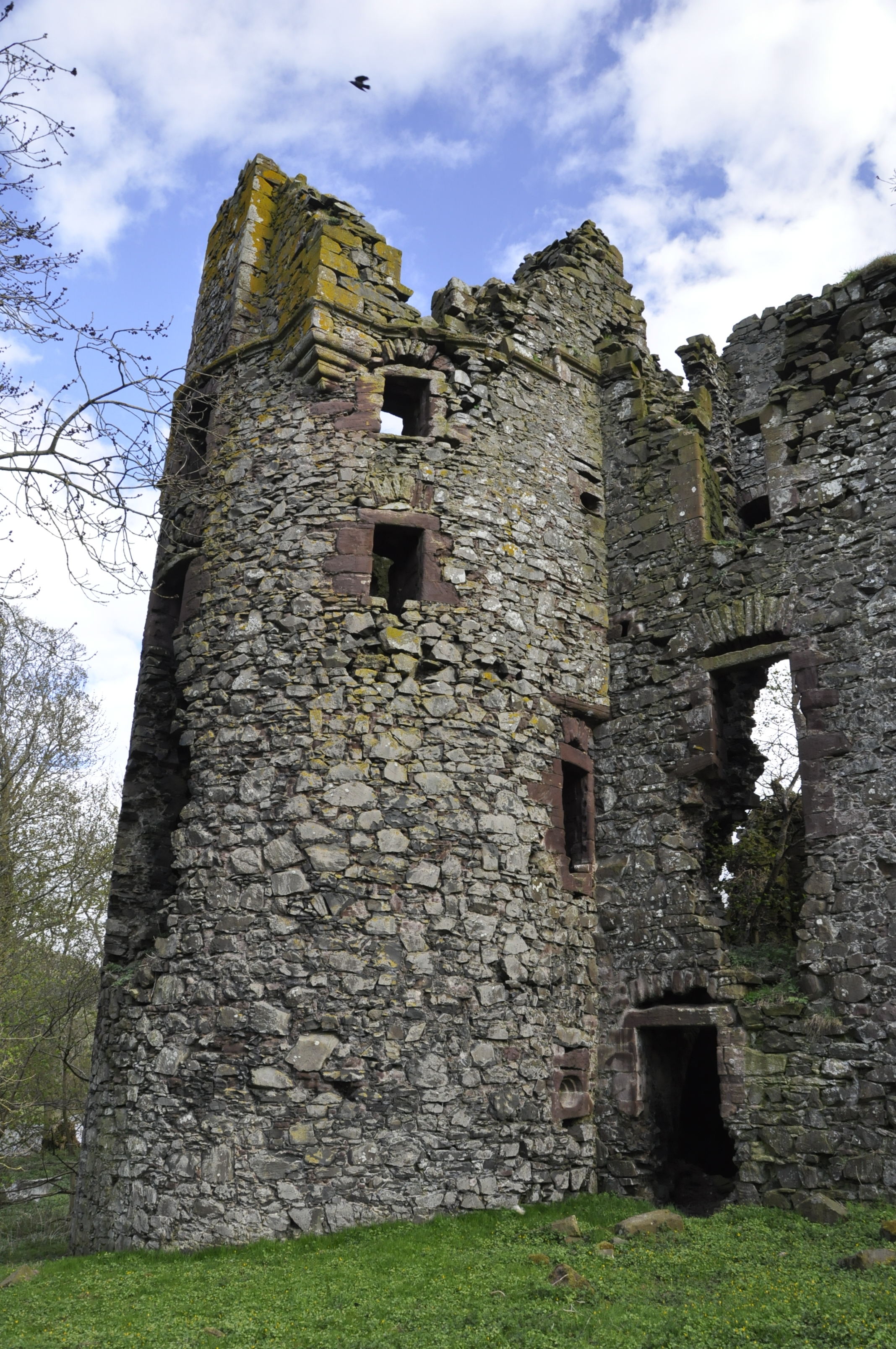
Een toren van het kasteel

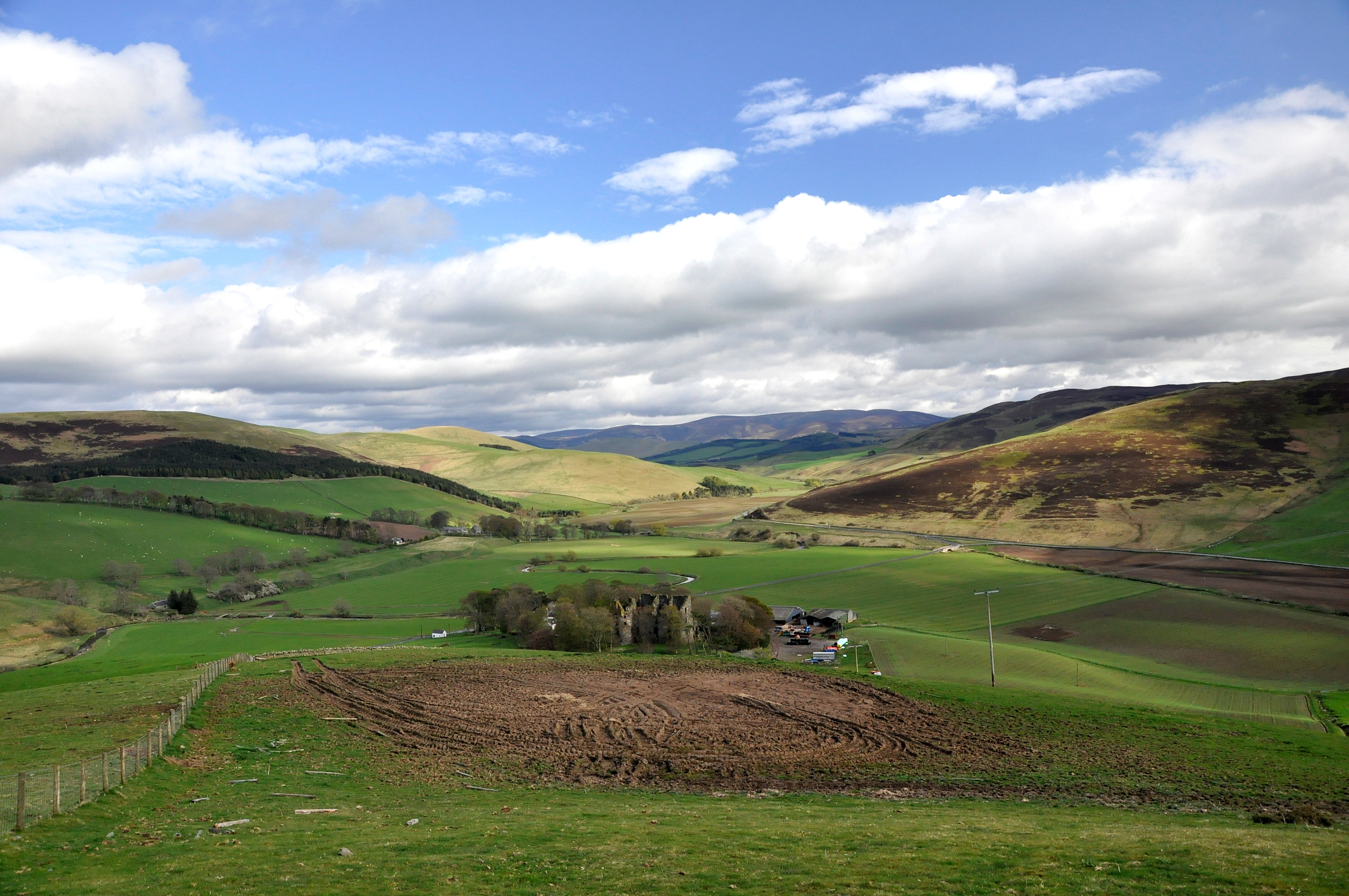
Drochil Castle en de Drochil Castle farmhouse

Drochil Castle is een kasteel, vervallen tot ruïne, ten noordwesten van Peebles.  Drochil Castle ligt in de valleien van de rivieren de Tarth, Lyne en Tweed.
James Douglas, 4e Earl van Morton begon de bouw van Drochil Castle in 1578, drie jaar vóór zijn executie wegens zijn vermeend aandeel in de moord op Henry Stuart Darnley. Het kasteel geraakte nooit afgewerkt.
Drochil Castle telde vier verdiepingen en een zolder en was eerder bedoeld als een paleis voor zijn bewoners dan een kasteel. Het ontwerp is uitzonderlijk omwille van de centrale gang die over de hele lengte van het gebouw loopt en door alle verdiepingen. Hierdoor ontstonden bewoonbare ruimtes aan iedere zijde van de gang. Daarnaast bouwde men twee torens met een diameter van ongeveer zeven meter aan ieder van de twee diagonaal tegenover elkaar gelegen hoeken. Iedere toren was voorzien van schietgaten waardoor een eventuele vijand altijd onder vuur kwam te liggen. Op de eerste verdieping bevond zich een groot vertrek van vijftien bij zeven meter.
Anno 2010 is de kasteelruïne nog steeds in het bezit van de nazaten van William Douglas, 1e hertog van Queensberry. De ruïne werd verder gesloopt toen men in het begin van de 19e eeuw bouwmateriaal nodig had voor de constructie van de nabijgelegen hoeve.